# The Prisoner (album)
The Prisoner je sedmi album ameriškega jazzovskega pianista Herbieja Hancocka in njegov zadnji album, ki je izšel pri založbi Blue Note Records. Leta 1969 je Hancock dejal, da se je s tem albumom lahko lažje približal svojemu pravemu jazu, kot pri predhodnikih. Pohvalil je flavtista Huberta Lawsa in njegove zasuge pri albumu ter poudaril, da je bil Laws eden najboljših flavtistov v klasični glasbi in jazzu.

## Komozicije
Tako kot ambiciozni predhodnik, Speak Like a Child, je The Prisoner primer »socialne izjave, zapisane v glasbi«. Naslovna skladba želi izraziti »kako dolgo časa so bili črnci zaprti.« Skladba je bila prvič v živo izvajana leta 1968, med nastopom na University of California Jazz Festivalu. »Firewater« predstavlja socialno dvojnost zatiralca in zatiranih: ogenj simbolizira vročino v nasilju in (zlorabo) moč(i), občutek vode pa simbolizira Martina Luthra Kinga. »He Who Lives in Fear« je tudi povezana z življenjem Kinga, saj je »moral živeti v atmosferi, obdani z ustrahovanjem«. Grob aranžma omenjene skladbe je bil sprva uporabljen kot jingl za TV reklamo cigaret Silva Thins. Zadnja skladba »Promise of the Sun« je melodija, ki simbolizira »kako sonce obljublja življenje in svobodo vsem živečim stvarem, a črnci še niso svobodni.«

## Seznam skladb
Avtor vseh skladb je Herbie Hancock, razen kjer je posebej označeno.
| Št. | Naslov                        | Dolžina |
| --- | ----------------------------- | ------- |
| 1.  | „I Have a Dream‟              | 10:58   |
| 2.  | „The Prisoner‟                | 7:57    |
| 3.  | „Firewater‟ (Buster Williams) | 7:33    |
| 4.  | „He Who Lives in Fear‟        | 6:51    |
| 5.  | „Promise of the Sun‟          | 7:52    |

| Dodatni skladbi na CD izdaji | Dodatni skladbi na CD izdaji           | Dodatni skladbi na CD izdaji |
| Št.                          | Naslov                                 | Dolžina                      |
| ---------------------------- | -------------------------------------- | ---------------------------- |
| 6.                           | „The Prisoner‟ (alternativni posnetek) | 5:47                         |
| 7.                           | „Firewater‟ (alternativni posnetek)    | 8:38                         |

## Glasbeniki
- Herbie Hancock – akustični klavir, električni klavir
- Johnny Coles – krilnica
- Garnett Brown – trombon
- Joe Henderson – tenor saksofon, alt flavta
- Buster Williams – bas
- Tootie Heath – bobni
- Tony Studd – bas trombon (1, 2, 4)
- Jack Jeffers – bas trombon (3, 5)
- Hubert Laws – flavta (1, 2, 4)
- Jerome Richardson – bas klarinet (1, 2, 4), flavta (3, 5)
- Romeo Penque – bas klarinet (3, 5)